# Alpheus paradentipes
Alpheus paradentipes är en kräftdjursart som beskrevs av H. Coutière 1905. Alpheus paradentipes ingår i släktet Alpheus och familjen Alpheidae. Inga underarter finns listade i Catalogue of Life.